# Nematalosa persara
Nematalosa persara är en fiskart som beskrevs av Nelson och Mccarthy, 1995. Nematalosa persara ingår i släktet Nematalosa och familjen sillfiskar. Inga underarter finns listade i Catalogue of Life.